# Strona di Mosso
La  Strona di Mosso (en piamontés, Stron-a ëd Mòss  ) es un río del norte de Italia, afluente por la izquierda del río Cervo y que discurre por la región del Piamonte. Tiene una longitud de 23 km y una cuenca hidrográfica de 102 km².

## Etimología
El nombre Strona viene desde la raíces célticas storn o strom (aqua corriente, río).

## Curso del río
La Strona di Mosso nace desde el Bocchetto di Sessera, en los Alpes Bielleses, y desciende el Valle di Mosso hasta  Cossato. Desde aquí atraviesa la llanura padana, donde forma cañones de arena, desembocando al final en el Cervo por la izquierda.

## Principales afluentes

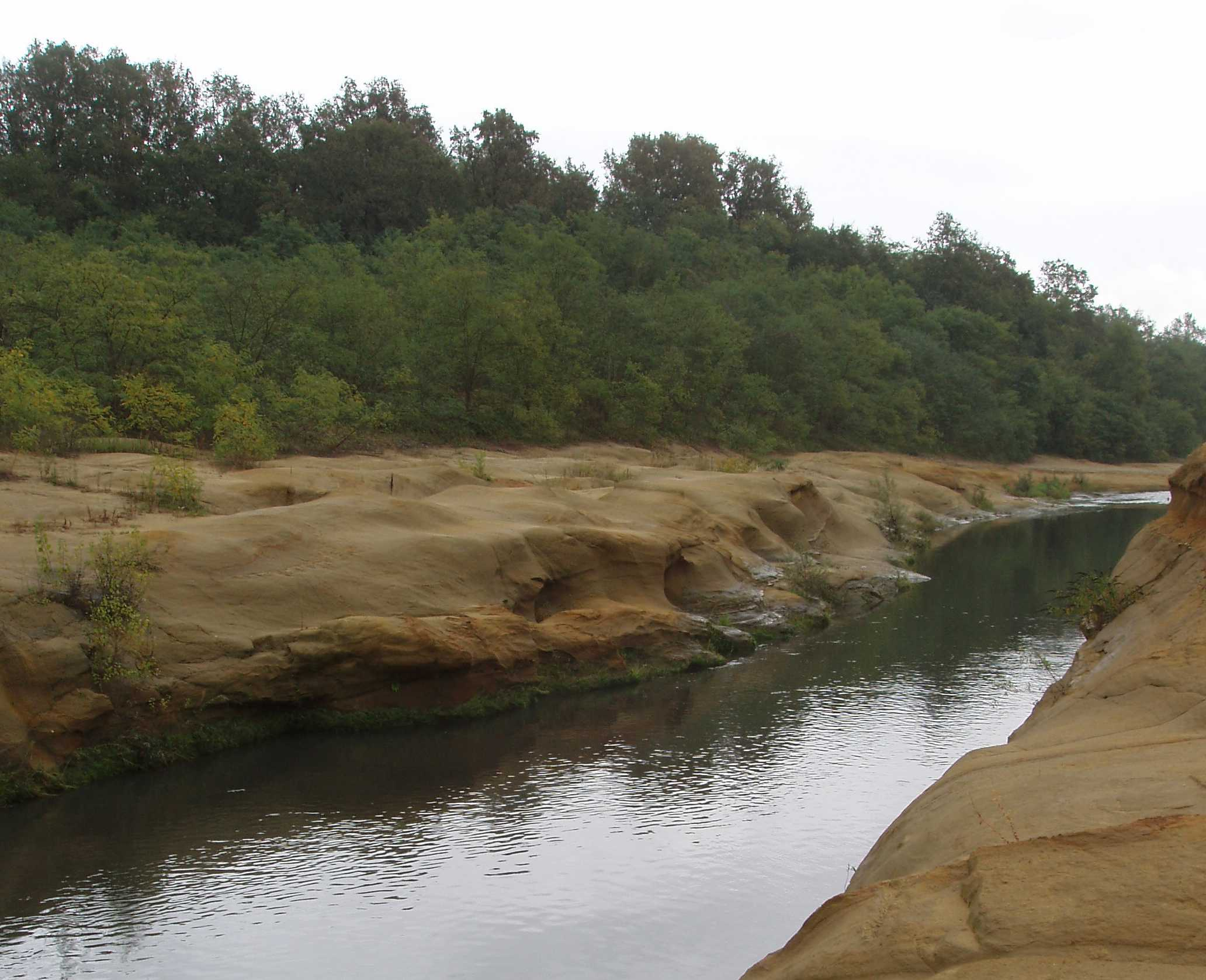
Cañon de arena entre Cervo y Strona

Los principales afluentes de la Strona di Mosso son:
- por la izquierda:
  - Rio Berguso;
  - Rio Overa;
  - Rio Poala;
  - Rio Caramezzana;
  - Rio Toléra;
  - Rio Venalba;
  - Rio Merle;
  - Rio Campore;
- por la derecha:
  - Rio Soccasca;
  - Rio Tamarone;
  - Torrente Quargnasca.